# Бережаны (историко-архитектурный заповедник)
Бережа́ны — историко-архитектурный заповедник, комплекс сооружений XVI—XVIII веков, которые находятся в городе Бережаны Тернопольской области
Украины.

## Общие сведения
Историко-архитектурный заповедник Бережаны представляет собой комплекс сооружений XVI—XVIII веков, находящийся в одноимённом городе Украины.

## Состав комплекса

### Замок
За́мок (1554 г.) — произведение оборонной архитектуры времён Речи Посполитой, является основной достопримечательностью комплекса. Он создавался в течение нескольких строительных периодов с участием итальянских мастеров. В XVII веке За́мок получил внешние укрепления, схема которых, в форме неправильного пятиугольника, была разработана Гийоном де Бопланом. Застройка двора представлена четырьмя двухэтажными корпусами и трехэтажным голландским дворцом.

### Ратуша
Ратуша (1811 г.) отражает черты провинциального градостроительства запада Российской империи.

### Культовые сооружения
На территории заповедника сохранилось значительное число различных культовых сооружений:
- Троицкий костёл (1554 г.) построенный одновременно с Замком, являющийся костёлом-усыпальницей.
- Костёлы с комплексами имевшие оборонное значение: Рождества Богородицы (1600 г.) с колокольней (1741 г.) и Николаевский (1630-83 гг.) с кельями (1716-42 гг.), построенными для монастыря бернардинцев.
- Кроме того, сохранилась деревянная Николаевская церковь (1691 г.), которая является образцом галицкой школы деревянного зодчества.
- Троицкий собор (1768 г., перестроен 1892—1903 гг.) — кирпичный, прямоугольный в плане, трёхнефный, с гранёной апсидой и двумя одноярусными башнями — колокольнями. В декоре экстерьера и интерьера использованы стилизованные формы рококо.